# グリーニッケ橋
グリーニッケ橋（グリーニッケばし、ドイツ語: Glienicker Brücke）は、ドイツのハーフェル川にかかる橋である。冷戦時代は、アメリカ合衆国が支配する西ベルリンとソビエト連邦が支配する東ドイツとを繋ぐ立地から、米ソ間のスパイ交換の場として使われたことで知られる。
ドイツの東西分断により封鎖されて、一般人の通行は固く禁じられていたが、ベルリンの壁崩壊と同時期に自由な行き来が再開された。現在は冷戦時代を象徴する観光名所となっている。

## 歴史
- 17世紀。ポツダム宮殿と狩猟場とを繋ぐために木製の橋がかけられた。
- 1834年。レンガ造りの橋に架け替えられる。
- 1947年11月。現在の鉄製の橋が第二次世界大戦中に破壊された後に再建された。
- 2012年。冷戦時代に、この橋で行われたスパイ交換を描いたスティーヴン・スピルバーグ監督の映画『ブリッジ・オブ・スパイ』のロケ地として使用された[2]。